# Rosa Mayreder
Rosa Mayreder (Wenen, 30 november 1858  – aldaar, 19 januari 1938) was een Oostenrijkse vrijdenker, schrijver, schilder, musicus en feminist.

## Biografie
Rosa Mayreder werd geboren als een dochter van Franz Obermayer, de eigenaar van het Winterbierhaus in Wenen, en diens tweede vrouw Maria Engel en groeide op in een gezin van dertien kinderen. Obermayer was protestants van gezindte en zijn beide vrouwen waren katholiek. In het gezin werden de jongens opgevoed met de religie van hun vader en de meisjes met de religie van hun moeder. Rosa kreeg privéschilderles en wist haar ouders te overtuigen thuis naast haar broers Grieks en Latijn te mogen studeren.
In 1881 huwde ze met de Oostenrijkse architect Karl Mayreder. Tijdens haar huwelijk was Rosa financieel onafhankelijk van haar man en in haar huwelijk bleef streefde ze naar een relatie die niet hiërarchisch was. Na een miskraam in 1883 bleef het echtpaar kinderloos. Mayreder was ook een fanatiek aquarellist en in 1891 was zij de eerste vrouw die werd toegelaten tot de Weense Künstlerhaus. Ze beklaagde zich vervolgens over de amateuristische staat van het schilderonderwijs voor vrouwen waarop ze de Kunstschule für Frauen und Mädchen op in Wenen. Daarnaast was ze ook als musicus actief en schreef ze een libretto voor Hugo Wolf's opera Der Corrigedor.
Onder het pseudoniem Franz Arnold schreef ze kunstrecensies voor de Weense dagkrant Neue Freie Presse. Mayreder schreef ook onder eigen naam en zo schreef ze een reeks aan kritisch culturele en filosofische essays die gingen over contemporaine ideeën over vrouwelijkheid, de tirannie van conventies en de dubbele standaarden van het burgerlijk huwelijk. Daarnaast schreef Mayreder ook over de representativiteit van masculiniteit en de vaderlijke rechten. Tevens was ze een pleitbezorger van de internationale vrede.
In 1894 hield Mayreder haar allereerste publieke speech en hierin bekritiseerde ze de discriminatie van sekswerkers. Ze was een van de stichters en vicevoorzitter van de Allgemeiner Österreichischer Frauenverein en voorzitter van de Österreichische Frauenliga für Frieden und Freiheit. Tijdens haar lange leven werd Mayreder een bekend en gerespecteerd publiek figuur. Op haar zeventigste verjaardag werd ze ereburger van Wenen en ontving ze een boek dat voor haar was gepubliceerd: Aufstieg der Frau. 
In 1938 overleed ze aan een herseninfarct. Na haar dood raakte ze geleidelijk in de vergetelheid, totdat haar werk in de jaren zeventig werd herdrukt tijdens de tweede feministische golf.

## Feministische theorie

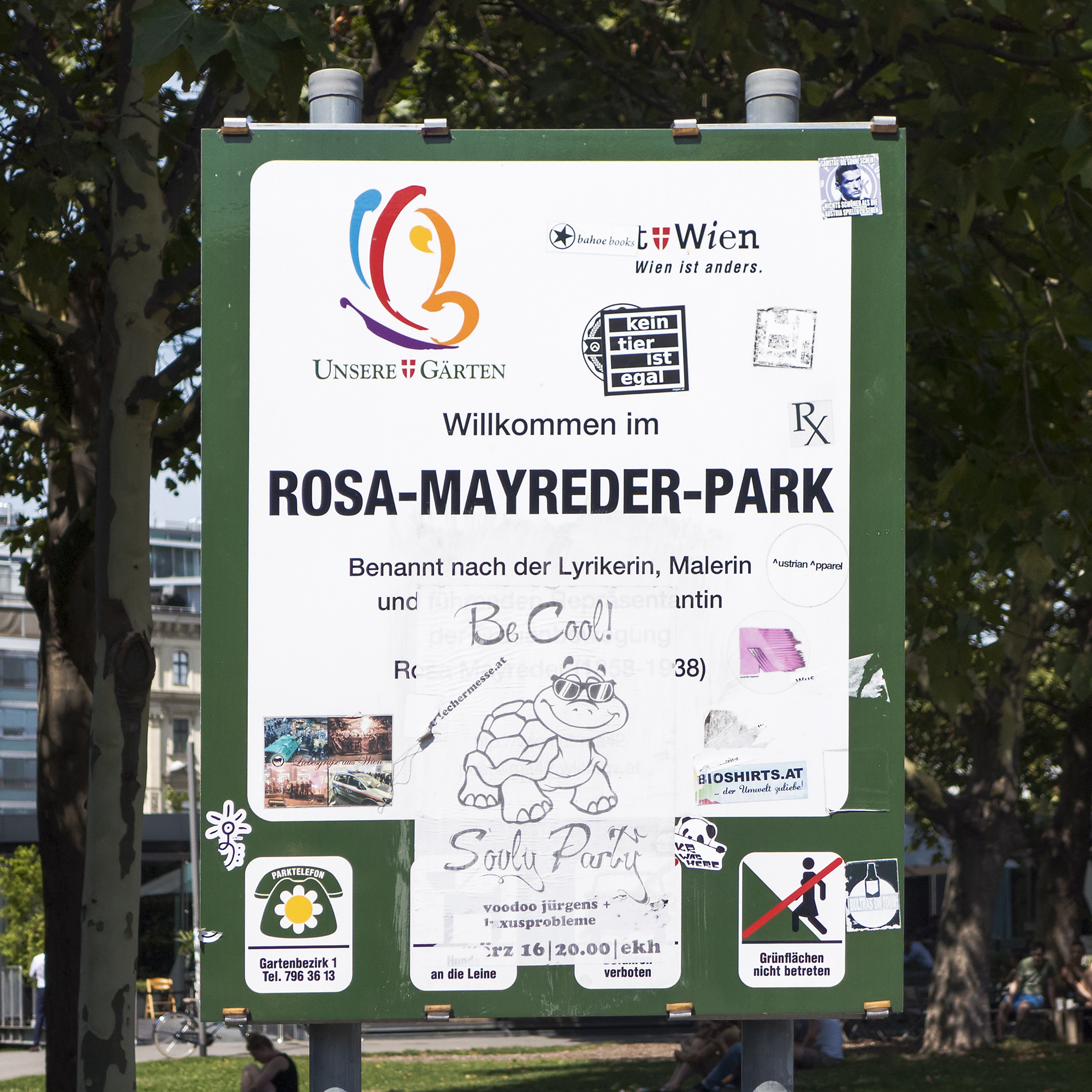
Rosa Mayreder Park in Wenen

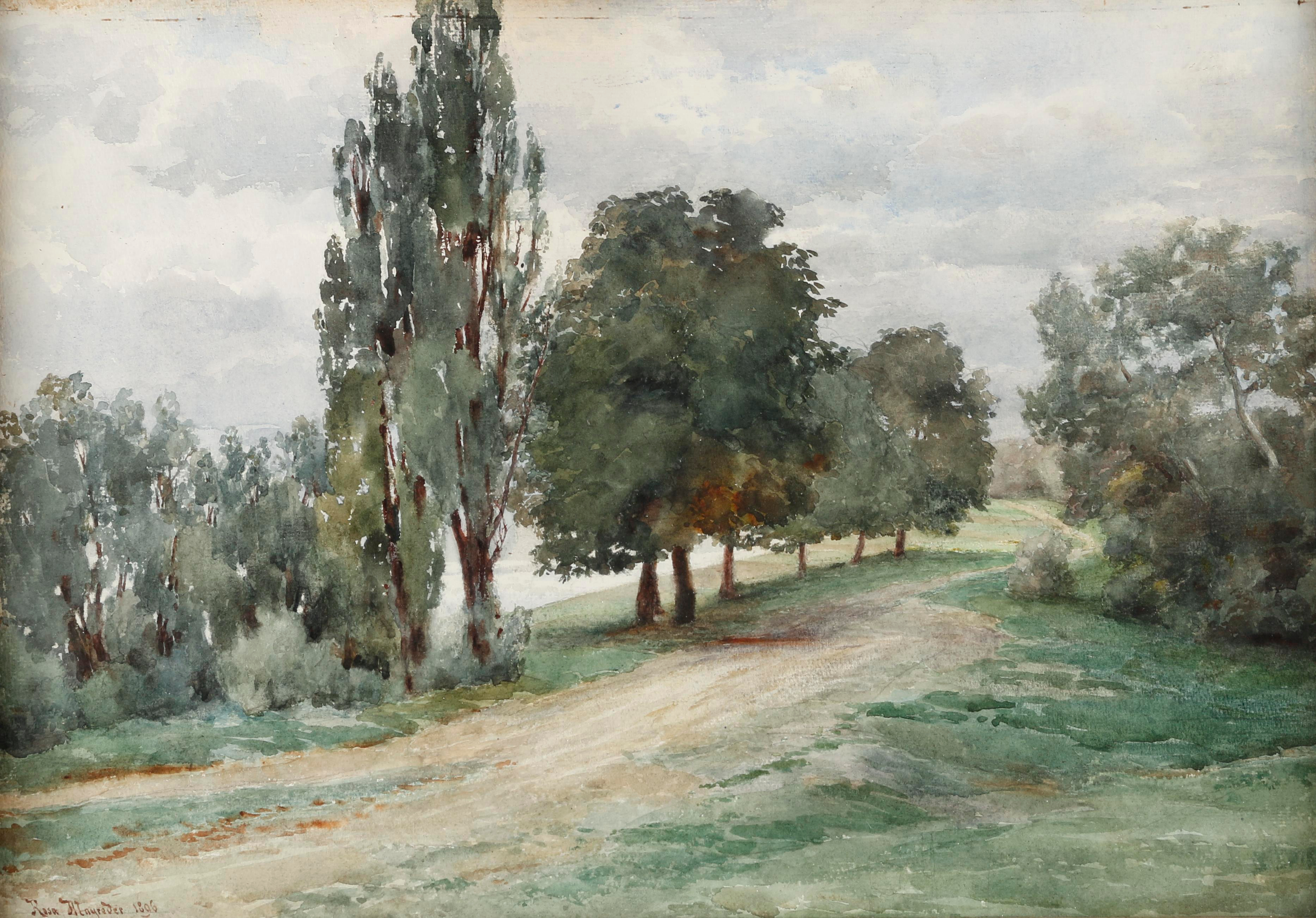
Mayreder was ook actief als aquarellist en vervaardigde dit landschap in 1896

Mayreder kreeg internationale waardering voor haar feministische theorie. In haar schrijven laat ze een feministische benadering zien van de werken van denkers als Kant, Darwin, Goethe, Schopenhauer en Nietzsche. In haar werken Zur Kritik der Weiblichkeit (1905) en Geslecht und Kultur (1923) presenteerde ze een radicale zienswijze op de concepten van vrouwelijkheid en mannelijkheid en onderzocht ze hun culturele geschiedenis en de constructies waar ze onderdeel van waren. Mayreder meed essentialiserende verhalen, hield rekening met historische processen en culturele normen en onderzocht de benaderingen van individuele mannen en vrouwen ten opzichte van hun eigen en het andere geslacht. Voor haar vertegenwoordigde 'mannelijk' geen standaard waaraan 'vrouwelijkheid' moest worden afgemeten en geëvalueerd. De twee constructies hadden geen plaats in Mayreders visie van een andere, progressieve mensheid: een androgyne utopie gebaseerd op liefde als de uitdrukking van een relatie tussen twee onafhankelijke individuen. Volgens Mayreder was de vrouwenbeweging politiek en sociaal gezien noodzakelijk. Ze zag de eisen voor gendergelijkheid op de werkvloer, maar ook in de samenleving als geheel, als een dringende historische verplichting en een voorwaarde voor menselijke emancipatie.

## Geselecteerde bibliografie

### Essays
- Zur Kritik der Weiblichkeit. Jena und Leipzig: Eugen Diederichs (1905). O.a. vertaald als: A Survey of the Woman Problem. New York, George H. Doran Compagny (1913)
- Der typische Verlauf sozialer Bewegungen. Vortrag, gehalten am 9. Mai 1917 in der Soziologischen Gesellschaft zu Wien (1917)
- Die Frau und der Internationalismus (1921)
- Geschlecht und Kultur (1923)
- Die Krise der Ehe (1929)

### Proza
- Aus meiner Jugend (1896)
- Uebergänge. Novellen. Dresden. E. Peirson's Verlag (1897)
- Idole. Geschichte einer Liebe. Berlin: S. Fischer (1899)
- Pipin. Ein Sommererlebnis (1908)
- Zwischen Himmel und Erde. Sonette. Jena, Eugen Diederichs (1908)